# Titularbistum Sozusa in Libya
Das Bistum Sozusa in Libya (italienisch diocesi di Sozusa di Libia, lateinisch Dioecesis Sozusena in Libya) ist ein Titularbistum der römisch-katholischen Kirche.
Es geht zurück auf einen untergegangenen Bischofssitz in der gleichnamigen antiken Stadt (heute Marsa-Susa), die in der Spätantike in der römischen Provinz Libya Pentapolitana (Kyrenaika) lag.
| Titularbischöfe von Sozusa in Libya |                             |                                                                                     |                  |                   |
| Nr.                                 | Name                        | Amt                                                                                 | von              | bis               |
| 1                                   | Hailé Mariam Cahsai         | Apostolischer Vikar von Addis Abeba (Äthiopien)                                     | 24. Februar 1951 | 9. April 1961     |
| 2                                   | Duraisamy Simon Lourdusamy  | Weihbischof in Bangalore (Indien)                                                   | 2. Juli 1962     | 9. November 1964  |
| 3                                   | Guido Attilio Previtali OFM | Apostolischer Vikar von Tripolis/ Apostolischer Administrator von Misurata (Libyen) | 26. Juni 1969    | 11. Dezember 1989 |